# Live in Colombia
The Alan Parsons Symphonic Project Live in Colombia è il quarto album dal vivo da solista di Alan Parsons, pubblicato nel 2016 dalla EarMUSIC.

## Descrizione
L'album comprende brani tratti dal repertorio realizzato da Parsons assieme a Eric Woolfson con il The Alan Parsons Project. Sul retro della confezione Parsons inserisce una sua valutazione sull'ottima prestazione di orchestra e band.
(Commento di Alan Parsons, dal retro del cd Live in Colombia, 2016)

## Tracce

### Disco 1
Testi e musiche di Eric Woolfson e Alan Parsons; edizioni musicali EarMUSIC.
1. I Robot (I Robot - 1977) – 6:24 – Strumentale
2. Damned If I Do (Eve - 1979) – 4:33 –
3. Don't Answer Me (Ammonia Avenue - 1984) – 4:36 –
4. Breakdown (I Robot - 1977) – 4:04 –
5. The Raven (Tales of Mystery and Imagination - Edgar Allan Poe - 1976) – 2:51 –
6. Time (The Turn of a Friendly Card - 1980) – 5:29 –
7. I Wouldnt Want To Be Like You (I Robot - 1977) – 4:59 –
8. La Sagrada Familia (Gaudi - 1987) – 6:04 –
9. The Turn Of A Friendly Card (Part One) (The Turn of a Friendly Card - 1980) – 2:53 –
10. Snake Eyes (The Turn of a Friendly Card - 1980) – 3:00 –
11. The Ace Of Swords (The Turn of a Friendly Card - 1980) – 2:47 – Strumentale
12. Nothing Left To Lose (The Turn of a Friendly Card - 1980) – 4:34 –
13. The Turn Of A Friendly Card (Part Two) (The Turn of a Friendly Card - 1980) – 4:22 –

Durata totale: 56:36

### Disco 2
Testi e musiche di Eric Woolfson e Alan Parsons; edizioni musicali EarMUSIC.
1. What Goes Up (Pyramid - 1978) – 4:37 –
2. Luciferama (Eve - 1979 • Eye in the Sky - 1982) – 5:21 – Strumentale
3. Silence And I (Eye in the Sky - 1982) – 7:46 –
4. Prime Time (Ammonia Avenue - 1984) – 8:12 –
5. Sirius (Eye in the Sky - 1982) – 2:12 – Strumentale
6. Eye in the Sky (Eye in the Sky - 1982) – 5:11 –
7. Old And Wise (Eye in the Sky - 1982) – 5:39 –
8. Games People Play (The Turn of a Friendly Card - 1980) – 4:54 –

Durata totale: 43:52

## Formazione

### Alan Parsons Live Project
- Alan Parsons – voce, chitarra acustica, tastiera
- P.J. Olsson – voce, chitarra acustica
- Alastair Greene - chitarra, voce
- Danny Thompson - batteria, voce
- Tom Brooks - tastiera, voce
- Guy Erez - basso, voce
- Todd Cooper - sassofono, chitarra, percussioni, voce

### Orchestra
- The Philharmonic Orchestra of Medellin
- Alejandro Posada - direttore d'orchestra

## Registrazione
Registrato dal vivo durante il concerto svolto in Parque Pies Descalzos a Medellín in Colombia il 31 agosto del 2013.

## Masterizzazione
Masterizzato a cura di Dave Donnely presso il DNA Mastering a Glendale in California.